# کیم می-سوک (بازیکن هندبال)
کیم می-سوک (به انگلیسی: Kim Mi-sook) (زاده ۱۰ ژوئن ۱۹۶۲) بازیکن هندبال زن اهل کره جنوبی بود.
از افتخارات وی می‌توان به کسب مدال طلا در بازی‌های المپیک تابستانی ۱۹۸۸ اشاره کرد.